# Фара Оливана кон Сола
Фара Оливана кон Сола (итал. Fara Olivana con Sola) је насеље у Италији у округу Бергамо, региону Ломбардија.
Према процени из 2011. у насељу је живело 385 становника. Насеље се налази на надморској висини од 112 м.

## Становништво
| 1931. | 1936. | 1951. | 1961. | 1971. | 1981. | 1991. | 2001. | 2011. |
| ----- | ----- | ----- | ----- | ----- | ----- | ----- | ----- | ----- |
| 1.046 | 981   | 1.144 | 1.057 | 851   | 860   | 968   | 1.167 | 1.268 |